# لويس دولاج
لويس دولاج (بالفرنسية: Louis Delage)‏ (تاريخه 22 مارس 1874 - 14 ديسمبر 1947) هو مهندس وصناعي فرنسي، ولد في كونياك في شارنت. أسس شركة دولاج لصناعة السيارات في 1905.